# Rødsand
Rødsand er en sandbarre i farvandet syd for Nysted mellem Hyllekrog og Gedser. 
Lollands sydkyst er i færd med at lukke til i en såkaldt linealkyst. Fra Albuen sydvest for Nakskov til Gedser vil kysten søge at rette sig ud, fjerne fremspring og lukke vige og bugter. I de sidste ca. 100 år har menneskene hjulpet ved at lave kystsikring. Strækningen fra Høvængerne øst for Nysted til Albuen syd for Nakskov er helt eller delvist beskyttet af diger. Ved Brunddragene findes et naturligt klitlandskab, som dog nu er en del af diget. Diget fortsætter fra Albuen mod nord næsten helt til Nakskov.
Strækningen fra Hyllekrog til Gedser er stadig åben, men på dette sted findes en række sandbarrer, som kaldes Rødsand. Området er i stadig forandring og er bevokset udelukkende med lave urteagtige vækster. En del af området rummer en ynglebestand af spættede sæler og er lukket for færdsel i forsommeren. I de senere år er der også observeret ynglende gråsæler i området. Farvandet mellem Rødsand og Lolland er meget fladt og fyldt med store sten. Der findes en sejlrende ind til Nysted, men den kan kun besejles af mindre fartøjer. Mod vest ligger Rødbyhavn og mod øst Gedser, der begge er kunstige havne anlagt på linealkysten og begge udsat for tilsanding. 
Både Lollands sydkyst og Falsters østkyst minder om Jyllands vestkyst eller Sjællands nordkyst, og det er sandsynligt, at Rødsand en dag vil lukke til og danne sydgrænsen for en strandsø som Ringkøbing Fjord.
I området syd for Rødsand blev der i 2003 og 2010 bygget 162 store havvindmøller.  